# Teatro Rosalía de Castro (Vigo)
El Teatro Rosalía de Castro, de Vigo, inaugurado en 1900 y desaparecido en un incendio en 1910, fue el mejor de Galicia de su tiempo.

## Historia
El proyecto, que inicialmente llevó el nombre de Teatro Romea y después, Teatro Cervantes, lo firmó en septiembre de 1881 Alejandro Rodríguez-Sesmero González, con el visto bueno del arquitecto Domingo Esteban Rodríguez Sesmero . La distribución interior corrió a cargo de Benito Gómez Román y la escultura de Manuel Gómez Román.
Las sobrinas herederas de José García Barbón mandaron construir en el mismo terreno el Teatro García Barbón, obra del arquitecto Antonio Palacios Ramilo.